# 1554 w polityce

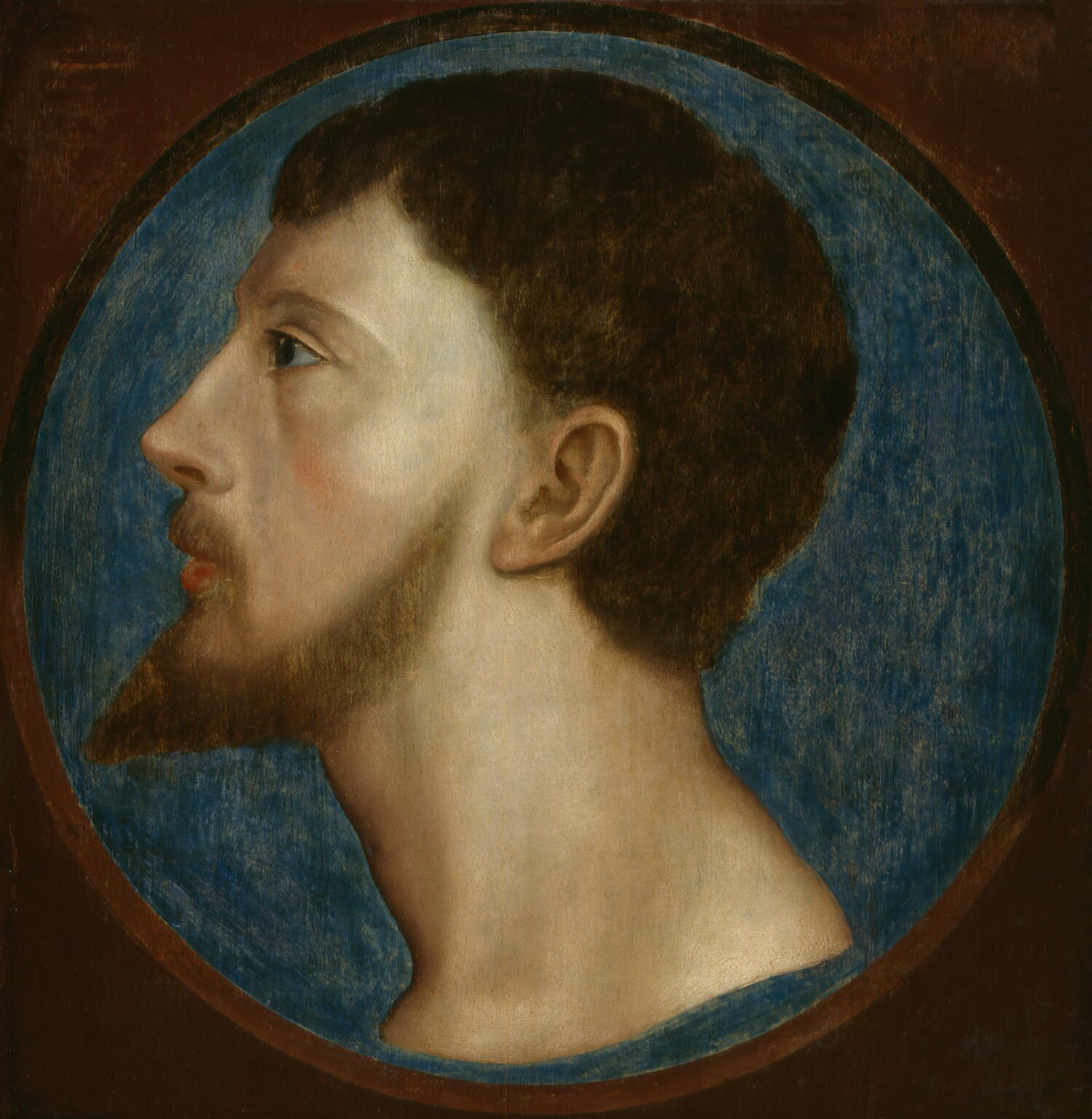
Thomas Wyatt (młodszy)

Wydarzenia polityczne w 1554 roku.

## Zmarli
- 11 kwietnia Thomas Wyatt, angielski powstaniec[1].